# Malaga Open
Malaga Open (hiszp. Open Internacional Malaga de Ajedrez) – otwarty turniej szachowy, organizowany corocznie od 1998 r. w lutym w Maladze. Turniej rozgrywany jest na dystansie 9 rund systemem szwajcarskim.

## Zwycięzcy dotychczasowych turniejów
| Lp | Rok  | Zwycięzcy | Punkty |
| -- | ---- | --- | ------ |
| 1  | 1998 | Oleg Korniejew | 7½     |
| 2  | 1999 | Oleg Korniejew | 7½     |
| 3  | 2000 | Jewgienij Glejzerow | 7½     |
| 4  | 2001 | Reynaldo Vera González-Quevedo, Zenon Franco Ocampos Mihai Șubă, Roberto Cifuentes Parada, Carlos Matamoros Franco                                 | 7      |
| 5  | 2002 | Irisberto Herrera | 7½     |
| 6  | 2003 | Siergiej Tiwiakow | 7½     |
| 7  | 2004 | Ibragim Chamrakułow | 7      |
| 8  | 2005 | Aleksandar Czołowiḱ, Carlos Matamoros Franco, Luis Galego Pia Cramling, Davor Komljenović, Ibragim Chamrakułow                                     | 6½     |
| 9  | 2006 | Slavko Cicak | 7½     |
| 10 | 2007 | Aleksa Striković, Carlos Matamoros Franco, Stefan Djurić                                                                                           | 7      |
| 11 | 2008 | Omar Almeida Quintana, Pontus Carlsson, Azər Mirzəyev, Ognjen Jovanić Julen Luis Arizmendi Martinez, Luis Manuel Perez Rodriguez, Radosław Jedynak | 7      |
| 12 | 2009 | Dragan Paunović, Jesus Garrido Dominguez | 7      |
| 13 | 2010 | Aleksa Striković, Carlos Matamoros Franco, Pontus Carlsson José Fernando Cuenca Jiménez, Gary Quillan                                              | 7      |